# Rutledge (Géorgie)
Pour les articles homonymes, voir Rutledge.
Rutledge est une ville américaine située dans le comté de Morgan, en Géorgie. Selon le recensement de 2020, sa population est de 871 habitants.